# ACSI
Atari Computer Systems Interface (ACSI, DMA Port) – równoległa magistrala danych przeznaczona do przesyłania danych pomiędzy urządzeniami. Stworzona na wzór SASI (przodek SCSI), w odróżnieniu od której inicjatorem może być tylko komputer. Stosowana od początku (1985 rok) w serii ST/TT.
Transfer danych odbywa się w trybie DMA lub PIO z prędkością 1,25 MB/s
W początkowej fazie sterowniki obsługiwały jedynie sześciobajtowe komendy SASI (SCSI level 1). Dlatego magistrala rozpoznawała równolegle co najwyżej 8 urządzeń, a pojemność dysku ograniczona była do 1GB. Późniejsze sterowniki (HD Driver, ICD) obsługują pozostałe poziomy komend SCSI (dziesięciobajtowe - SCSI level 2), do 16 urządzeń równocześnie oraz dyski o większych pojemnościach.

## Peryferia
ACSI obsługuje urządzenia peryferyjne takie jak:
- Konwertery ACSI-SCSI (np. ICD Link, ICD LINK2, ICD miniSCSI, AdSCSI ST)
- Emulatory (Super Charger)
- Drukarki laserowe (np. SLM)
- Napędy CD-ROM (np. CDAR504)
- Dyski twarde (np. SH204, SH205, MegaFile, Vortex HD Plus, SupraDrive)

A ponadto peryferia DIY:
- Ethernet[1]
- Dyski twarde Jookie[2]